# Calin
Călin Panfili (* 11. srpna 1997 Kišiněv), spíše známý jako Calin, je český zpěvák RnB a rapper s moldavskými kořeny, který se do ČR přistěhoval v roce 1999. Nahrává na vlastním labelu Rychlí kluci v Mike Roft Records, kde působí i jeho častý spolupracovník Stein27. Prorazil sérií singlů, které v roce 2020 následovalo debutové album Svědomí. V roce 2022 vydal velmi úspěšné album Popstar, které bylo deset týdnů na první příčce českého žebříčku prodejnosti alb a doprovázely ho tři number-one hity „Hannah Montana“, „Praha/Vídeň“ a „Nad ránem“. V roce 2023 vydal album Roadtrip s Viktorem Sheenem, mezi největší hity z tohoto alba patří „Safír“, „Cikády“, „Dívej“ a „Benz“. Album Roadtrip se stalo nejprodávanější českou deskou roku 2023.
V listopadu 2022 získal v anketě Český slavík cenu za Nový objev roku. Objevem roku byl zvolen i při udílení Cen Anděl v roce 2023. V roce 2023 a 2024 získal první místo v anketě Český slavík v kategorii Hip Hop & Rap. Album Roadtrip bylo oceněno jako nejlepší společný projekt roku na cenách Anděl 2023.

## Kariéra
Hudbě se začal věnovat kolem třinácti let. V té době zvítězil v talentové soutěži pořádané zpěvákem a tehdy úspěšným účastníkem Superstar Benem Cristovaem. V té době ho ovlivnil Ed Sheeran a později The Weeknd. Na gymnáziu se seznámil s Davidem Kopeckým, který je dnes již známý producent a zvukař tvořící pod přezdívkou D.Kop. Společně zkoušeli nahrávat první písně.
V roce 2016 David Kopecký spoluzaložitel labelu Mike Roft Records a Calina upsal. Na jejich kanálu byl zveřejněn jeho první singl „Víc už nic“. Následoval singl „Blíž“ i s videoklipem. Na dalším singlu „Paradise“ s ním spolupracoval rapper Renne Dang. Krátce poté ale Calin přešel pod slovenský label Comebackgang, kde nahrával například rapper Pil C. Zde se uvedl úspěšným singlem „Play time“.
Roku 2018 vydal singly „Přichází zima“ a „Dopis“. Brzy poté ho oslovila firma Puma na spolupráci ke kampani #runthestreets. Poté vyšel singl „Perfect week“ a spolupráce s Nik Tendem na písni „Hvězdy“. Poté se na několik měsíců odmlčel a věnoval se kondičnímu tréninku, boxu a vyzkoušel si zápas MMA. V roce 2018 ještě spolupracoval s Benem Cristovaem na písni „Děvče v první řadě“.
V listopadu 2020 vydal debutové album Svědomí. Z něj výrazně uspěla píseň „Růže“ (se STEIN27), která se umístila na vrcholu digitálního singlového žebříčku, a dále písně „Panama“ a „Bounce“ (ft. Yzomandias).
Poté v roce 2021 nahrál pro soundtrack k filmu Shoky & Morthy: Poslední velká akce coververzi k písni „Podvod“ bratří Nedvědů.
V březnu 2022 vydal své druhé album Popstar. Celkem (přerušovaně) se udrželo čtrnáct týdnů na první příčce českého žebříčku prodejnosti alb. Z alba se tři písně umístily na nejvyšší příčce digitálního žebříčku IFPI. Jde o singl „Hannah Montana“, který byl na vrcholu hitparády třicet týdnů, dále o singl „Praha/Vídeň“, který byl na první příčce žebříčku pět týdnů, a píseň „Nad ránem“. Hitu „Hannah Montana“ pomohl virální úspěch na sociální síti TikTok. Dalším úspěchem byl singl „Sangria“ (ft. Viktor Sheen) (2. příčka) a písně „Popstar“ (5. příčka) a „Hot Dropout“ (ft. fiedlerski) (6. příčka). V prosinci 2022 byly písně „Hannah Montana“ a „Praha/Vídeň“ na Spotify vyhlášeny jako nejposlouchanější české písně roku. Album Popstar se stalo druhou nejprodávanější českou deskou roku 2022.
V říjnu 2022 vydal nový singl „Santé“ (3. příčka). 
V únoru 2023 vydal společné album s Viktorem Sheenem nazvané Roadtrip. To debutovalo na první příčce českého žebříčku prodejnosti alb a na vrcholu se udrželo s několika přerušeními dohromady dvacet čtyři týdnů. Album obsahuje úspěšné singly „Safír“, „Dívej“ nebo „Cikády“. Vedoucí singl „Safír“ se umístil na první příčce digitálního singlového žebříčku a přerušovaně mu dominoval celkem dvacet sedm týdnů.
Na konci listopadu 2023 ho streamovací služba Spotify vyhlásila druhým nejposlouchanějším interpretem roku v Česku (lepší byl jen Viktor Sheen). Nejposlouchanějším albem roku bylo Roadtrip a nejstreamovanější písní „Safír“ (ze zmíněného alba Roadtrip). V top 10 skladbách roku se umístil pětkrát: třikrát s Viktorem Sheenem („Safír“, „Dívej“ a „Cikády“) a dvakrát samostatně („Hannah Montana“ a „Praha/Vídeň“). Album Roadtrip se stalo nejprodávanější českou deskou roku 2023.
V únoru 2024 vyšel záznam z koncertu v O2 aréně Live @ O2 arena Praha. V květnu 2024 následovalo album Bieber Fever. Deska debutovala na první příčce žebříčků prodejnosti alb v Česku i na Slovensku. Nejúspěšnější písně byly „Suave“ a „Window Shopper“. V prosinci 2024 vyšlo album Bieber Fever Tour Life, které se opět umístilo na nejvyšší příčce žebříčku prodejnosti alb. Z alba uspěla píseň „Pistácie“ (ft. Sofian Medjmedj).           
V druhé polovině roku 2024 vydal tři singly pod svým alteregem Skippy McDippy. V květnu 2025 vyšlo eponymní album Skippy McDippy s osmi skladbami. V kontextu světového trendu ho vydal v žánru popového country.

## Osobní život
V roce 2024 získal bakalářský titul v oboru Teorie interaktivních médií na Filozofické fakultě Masarykovy univerzity v Brně. Závěrečnou práci napsal na téma Současné marketingové trendy rapových umělců v Čechách.

## Diskografie

### Studiová alba
| Rok  | Album | Nejvyšší umístění v hitparádě | Nejvyšší umístění v hitparádě | Ocenění          |
| Rok  | Album | CZ TOP 100                    | SK TOP 100                    | Ocenění          |
| ---- | --- | ----------------------------- | ----------------------------- | ---------------- |
| 2020 | Svědomí - Vydáno: 1. října 2020 - Vydavatel: rychlí kluci, MIKE ROFT Records, Warner Music                       | 2                             | 11                            |                  |
| 2022 | Popstar - Vydáno: 11. března 2022 - Vydavatel: rychlí kluci, MIKE ROFT Records, Warner Music                     | 1                             | 1                             | CZ: 4x platinové |
| 2023 | Roadtrip (s Viktorem Sheenem) - Vydáno: 3. února 2023 - Vydavatel: Viktor Sheen, rychlí kluci, MIKE ROFT Records | 1                             | 1                             |                  |
| 2024 | Bieber Fever - Vydáno: 3. května 2024 - Vydavatel: rychlí kluci, MIKE ROFT Records, Warner Music                 | 1                             | 1                             |                  |
| 2024 | Bieber Fever Tour Life - Vydáno: 6. prosince 2024 - Vydavatel: rychlí kluci, MIKE ROFT Records, Warner Music     | 1                             | 2                             |                  |
| 2025 | Skippy McDippy (jako Skippy McDippy) - Vydáno: 23. května 2025 - Vydavatel: Frutti DiMara, Warner Music          | 6                             | 17                            |                  |

### Singly a další písně
| Rok  | Název písně                                   | Pozice v žebříčcích | Pozice v žebříčcích  | Pozice v žebříčcích | Album                                   |
| Rok  | Název písně                                   | CZ Digital Top 100  | CZ Digital Top 50 CZ | SK Digital Top 100  | Album                                   |
| ---- | --------------------------------------------- | ------------------- | -------------------- | ------------------- | --------------------------------------- |
| 2018 | „Dopis“ (ft. Barber)                          | 9                   | 1                    | 68                  | —                                       |
| 2018 | „Perfect week“                                | 3                   | 1                    | 60                  | —                                       |
| 2018 | „Děvče v první řadě“ (ft. Ben Cristovao)      | 7                   | 3                    | —                   | —                                       |
| 2019 | „Ona chce tančit“ (ft. Viktor Sheen)          | 65                  | 18                   | 68                  | —                                       |
| 2019 | „Růže“ (ft. Stein27)                          | 1                   | 1                    | 15                  | Svědomí                                 |
| 2019 | „Jizvy“                                       | 19                  | 9                    | —                   | —                                       |
| 2020 | „Nemám dost“ (se Stein27 (ft. Indigo a KOJO)) | 8                   | 2                    | —                   | —                                       |
| 2020 | „Panama“                                      | 11                  | 7                    | 90                  | Svědomí                                 |
| 2020 | „Serotonin“ (ft. Ego)                         | 37                  | 19                   | 82                  | Svědomí                                 |
| 2020 | „Nikdy víc“                                   | 40                  | 20                   | —                   | Svědomí                                 |
| 2020 | „Rychlí“                                      | 59                  | 32                   | —                   | Svědomí                                 |
| 2020 | „Rubín“                                       | 88                  | 49                   | —                   | Svědomí                                 |
| 2020 | „Pár slov“                                    | 86                  | 46                   | —                   | Svědomí                                 |
| 2020 | „Bounce“ (ft. Yzomandias)                     | 41                  | 18                   | —                   | Svědomí                                 |
| 2020 | „Mitsubishi“                                  | 73                  | 41                   | —                   | Svědomí                                 |
| 2021 | „Podvod“                                      | 15                  | 3                    | —                   | Shoky & Morthy: Poslední velká akce OST |
| 2021 | „Praha/Vídeň“                                 | 1                   | 1                    | 3                   | Popstar                                 |
| 2021 | „Končí léto“                                  | 51                  | 16                   | —                   | —                                       |
| 2021 | „Tiká“ (s Kvítek)                             | 47                  | 24                   | —                   | —                                       |
| 2021 | „Asgard“ (ft. Ben Cristovao, KOJO, Stein27)   | 6                   | 4                    | 16                  | Popstar                                 |
| 2022 | „Nad ránem“                                   | 1                   | 1                    | 2                   | Popstar                                 |
| 2022 | „Hannah Montana“                              | 1                   | 1                    | 1                   | Popstar                                 |
| 2022 | „Sangria“ (ft. Viktor Sheen)                  | 2                   | 2                    | 5                   | Popstar                                 |
| 2022 | „Popstar“                                     | 5                   | 5                    | 11                  | Popstar                                 |
| 2022 | „Hot Dropout“ (ft. fiedlerski)                | 6                   | 6                    | 15                  | Popstar                                 |
| 2022 | „PPP“                                         | 8                   | 8                    | 18                  | Popstar                                 |
| 2022 | „Fast Life“                                   | 9                   | 9                    | 27                  | Popstar                                 |
| 2022 | „Nedojdu sám“                                 | 12                  | 11                   | 35                  | Popstar                                 |
| 2022 | „Intro 4“                                     | 13                  | 12                   | 44                  | Popstar                                 |
| 2022 | „Switch“                                      | 15                  | 14                   | 41                  | Popstar                                 |
| 2022 | „Intro 3“                                     | 21                  | 15                   | 67                  | Popstar                                 |
| 2022 | „Santé“                                       | 3                   | 2                    | 4                   | —                                       |
| 2022 | „Dilema (Over U)“                             | 5                   | 2                    | 18                  | —                                       |
| 2023 | „Safír“ (s Viktor Sheen)                      | 1                   | 1                    | 1                   | Roadtrip                                |
| 2023 | „Dívej“ (s Viktor Sheen)                      | 2                   | 2                    | 2                   | Roadtrip                                |
| 2023 | „Benz“ (s Viktor Sheen)                       | 3                   | 3                    | 4                   | Roadtrip                                |
| 2023 | „Berlin“ (s Viktor Sheen)                     | 4                   | 4                    | 5                   | Roadtrip                                |
| 2023 | „Cikády“ (s Viktor Sheen)                     | 5                   | 5                    | 6                   | Roadtrip                                |
| 2023 | „Double Time“ (s Viktor Sheen)                | 6                   | 6                    | 7                   | Roadtrip                                |
| 2023 | „Soundtrack“ (s Viktor Sheen)                 | 7                   | 7                    | 9                   | Roadtrip                                |
| 2023 | „Kudlu“ (s Viktor Sheen)                      | 9                   | 8                    | 10                  | Roadtrip                                |
| 2023 | „Plán B“ (s Viktor Sheen)                     | 10                  | 9                    | 11                  | Roadtrip                                |
| 2023 | „Limonáda“ (s Viktor Sheen)                   | 11                  | 10                   | 13                  | Roadtrip                                |
| 2023 | „Luna“ (s Viktor Sheen)                       | 13                  | 12                   | 15                  | Roadtrip                                |
| 2023 | „Southside“ (s Viktor Sheen)                  | 15                  | 14                   | 17                  | Roadtrip                                |
| 2023 | „Pretty Boy“ (s Kvítek)                       | 7                   | 5                    | 34                  | —                                       |
| 2023 | „No Security“                                 | 11                  | 7                    | 14                  | —                                       |
| 2024 | „Window Shopper“                              | 3                   | 3                    | 4                   | Bieber Fever                            |
| 2024 | „Suave“                                       | 3                   | 3                    | 5                   | Bieber Fever                            |
| 2024 | „Chitarele“ (feat. Satoshi)                   | 8                   | 5                    | 25                  | Bieber Fever                            |
| 2024 | „Money On My Mind“                            | 9                   | 6                    | 24                  | Bieber Fever                            |
| 2024 | „Fresh Fade“                                  | 10                  | 7                    | 40                  | Bieber Fever                            |
| 2024 | „Bohatý táta, chudý táta“                     | 13                  | 8                    | 33                  | Bieber Fever                            |
| 2024 | „Big Time“                                    | 14                  | 9                    | 35                  | Bieber Fever                            |
| 2024 | „FTU“                                         | 15                  | 10                   | 42                  | Bieber Fever                            |
| 2024 | „Yalla“                                       | 20                  | 13                   | 48                  | Bieber Fever                            |
| 2024 | „Happy B-day“                                 | 24                  | 15                   | 53                  | Bieber Fever                            |
| 2024 | „5 0 0“                                       | 27                  | 17                   | 59                  | Bieber Fever                            |
| 2024 | „Perdoname“                                   | 33                  | 23                   | 66                  | Bieber Fever                            |
| 2024 | „Call“                                        | 39                  | 26                   | 71                  | Bieber Fever                            |
| 2024 | „Chaser Bag“                                  | 45                  | 30                   | —                   | Bieber Fever                            |
| 2024 | „Šedá obloha“                                 | 51                  | 33                   | 94                  | Bieber Fever                            |
| 2024 | „Pistácie“ (ft. Sofian Medjmedj)              | 1                   | 1                    | 1                   | Bieber Fever Tour Life                  |
| 2024 | „Vítej mezi náma“ (ft. Stein27)               | 2                   | 2                    | 12                  | Bieber Fever Tour Life                  |
| 2024 | „No Time“ (ft. Ektor)                         | 13                  | 9                    | 31                  | Bieber Fever Tour Life                  |
| 2024 | „Tahle noc“ (ft. Yzomandias)                  | 25                  | 17                   | 48                  | Bieber Fever Tour Life                  |
| 2024 | „Cartier“ (ft. Cédric)                        | 26                  | 18                   | 32                  | Bieber Fever Tour Life                  |
| 2024 | „ILOVEIT“ (ft. SIMILIVINLIFE)                 | 40                  | 26                   | 73                  | Bieber Fever Tour Life                  |
| 2024 | „Bieber Fever Tour Life“ (ft. DANZ HUN)       | 51                  | 35                   | —                   | Bieber Fever Tour Life                  |
| 2024 | „I Got It“ (ft. Shimmi)                       | 61                  | 42                   | 27                  | Bieber Fever Tour Life                  |